# Cyril Genik
Cyril Genik (Bereziv Nyžnyj, 1857. – 12. veljače 1925.) bio je ukrajinsko -kanadski imigracijski službenik i kulturni djelatnik.

## Biografija
Cyril Genik rođen je 1857. u Berezivu Nyžnjemu, Galiciji. Otac mu je bio Ivan Genyk, seoski poglavar, a majka Anna Pertsovyč. Genik je započeo studije u Kolomyji prije nego što se preselio u današnji Ivano-Frankivsk,  kako bi završio obrazovanje za učitelja. Diplomirao je u Lviv-u, prije nego što su ga postavili za učitelja 1879. u regiji Nadvirnoj.  
Genik se vraća u rodno selo 1882. i tamo osniva školu. Za vrijeme 1880.-tih pokrenuo je posao s mlinicom i proizvođačku zadrugu, koju je nazvao Karpatska trgovina. Izabran je za gradskog vijećnika 1890. u Kolomyji, mjestu gdje je započeo studije.
U jednom trenutku upoznao je Josepha Oleskiwa, čovjeka koji je poticao imigraciju Ukrajinaca u Kanadu. Oleskiw je ponudio Geniku voditi njegovu drugu skupinu Ukrajinaca na putu za Kanadu te im pomogne smjestiti se. Genik, zajedno sa suprugom i četvoro djece, pridružio se grupi od 64 Ukrajinca koji su došli u Quebec City dana 22. lipnja 1896. Genik je skupinu prvo doveo do Winnipega, a onda do mjesta koje je poslije osnovano kao Stuartburn, Manitoba; i koje se smatra prvom ukrajinsko-kanadskom zajednicom u zapadnoj Kanadi. U kolovozu Genik se prijavio za boravak u Stuartburnu, no ubrzo se predomislio i preselio u Winnipeg. Tog istog mjeseca Oleskiw je preporučio Genika kao imigracijskog službenika kanadskom ministarstvu unutarnjih poslova. U rujnu Genik je postao po potrebi nezavisni službenik Odijela za poslove tumačenja i prevođenja.
Kao imigracijski službenik, Genik je u Quebec Cityju upoznavao nove ukrajinske kanadske imigrante koje je poticao na upotrebu engleskog i napuštanje tradicionalnih običaja. Služio je kao savjetnik gdje god je bilo potrebno. Naglim porastom broja ukrajinskih imigranata u Kanadi, i obujam njegova posla dramatično se povećao, do te mjere da je do 1898. postao zaposlenik na puno radno vrijeme. Tim činom također je postao prvi Ukrajinac koji je za kanadsku vladu vršio posao službenika na puno radno vrijeme.
Genik je 1899. u svojoj kući pokrenuo čitaonicu Taras Ševčenko,  te 1903. prve ukrajinske novine u Kanadi, Kanadski Farmer (Kanadyiskyi farmer). Iako sam nije bio religiozna osoba, vjerovao je da bi kršćanska vjeroispovijest trebala postojati nezavisno od grčkih pravoslavnih i ruskih pravoslavnihnormi, te je u vremenu od 1903. – 1904., u suradnji sa svećenicima Winnipeške Prezbiterijanske crkve, osnovao »Nezavisnu Grčku Crkvu«.  Kada je 1911. na općim izborima Genikova Liberalna stranka izgubila upravu, Genik je izgubio posao, čime se završilo poglavlje njegovog života u javnoj domeni. Neko vrijeme je živio u Sjedinjenim Državama, ali se kasnije vratio u Winnipeg, gdje je umro 12. veljače 1925.
U trenutku smrti, Genik je u ukrajinsko-kanadskoj zajednici bio toliko poznat da je imao nadimak »Car Kanade«.